# Phyllonorycter millierella
Phyllonorycter millierella är en fjärilsart som först beskrevs av Otto Staudinger 1871.  Phyllonorycter millierella ingår i släktet guldmalar, och familjen styltmalar.
Artens utbredningsområde är:
- Bulgarien.
- Frankrike.
- Grekland.
- Italien.
- Kazakstan.
- Israel.
- Spanien.
- Schweiz.
- Turkmenistan.
- Turkiet.
- Uzbekistan.
- Kroatien.

Inga underarter finns listade i Catalogue of Life.

## Bildgalleri

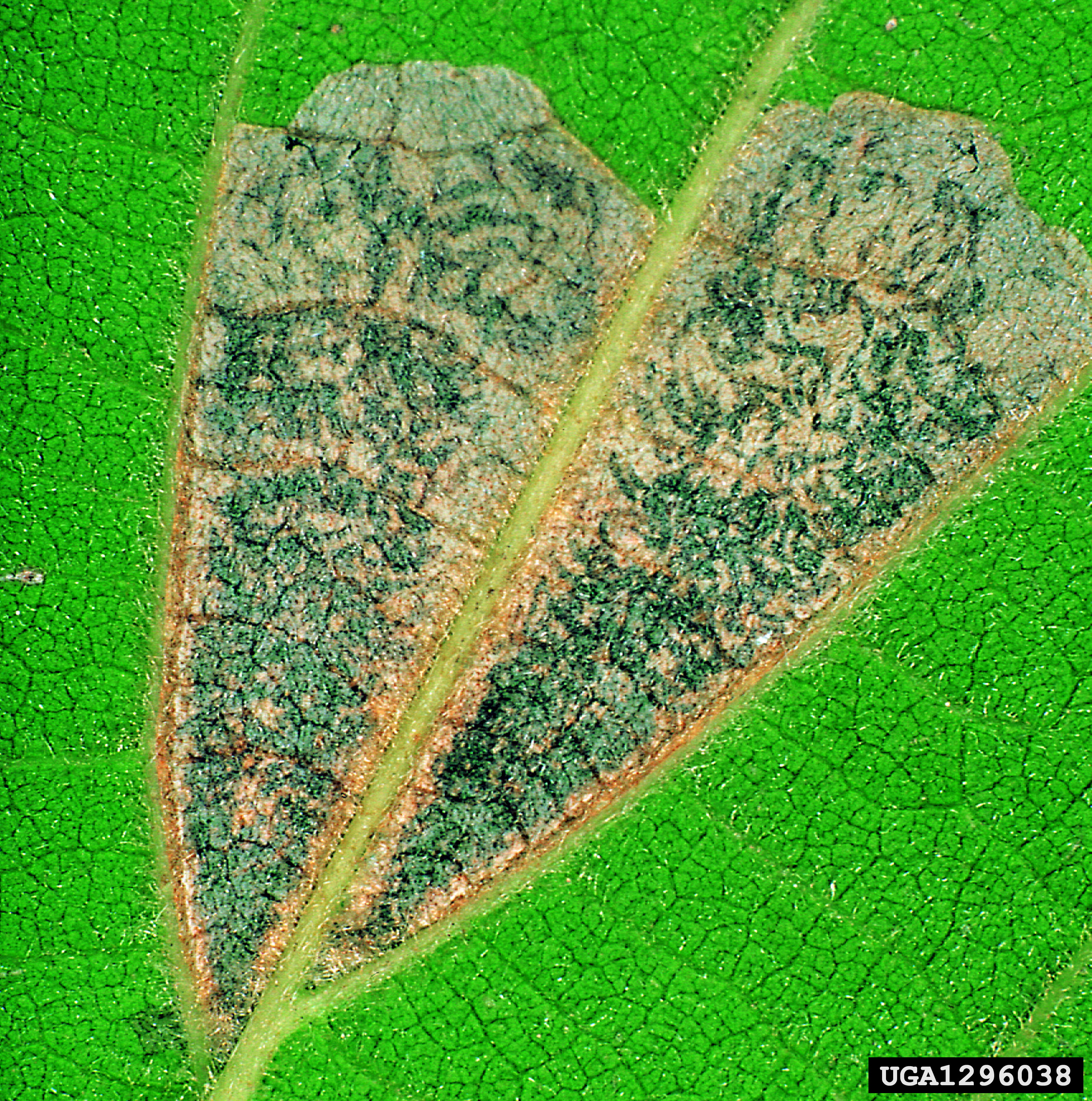